# Palau Reial de Portici
El palau reial de Portici (Reggia di Portici en italià) és un palau a la ciutat de Portici a la regió italiana de Campània.
L'any 1738 a parella reial Carles III i Maria Amàlia de Saxònia va llançar la construcció del Palau Reial de Portici. Durant les obres es van descobrir moltes peces arqueòliques, sebollides per l'erupció del Vesuvi de l'any 79. Aquestes obres es conserven avui al Museu Arqueològic Nacional de Nàpols. Aquestes descobertes, el palau i unes altres construccions reials van contribuir a desenvolupar el corrent del neoclassicisme i la cultura il·lustrada europea. Aquest palau era el centre d'un pla urbanístic, basat en la voluntat del rei crear noves ciutats per a eixamplar Nàpols. Va ser el començament d'un segle de gran activitat constructiva a tota la zona que ha conduït a una enorme riquesa arquitectural, de la qual molt s'ha conservat fins avui.
A partir de 1738 començaren les obres segons els plans dissenyats per dos arquitectes: el sicilià Giovanni Antonio Medrano (1703-1760) i el romà Antonio Canevari 1861-1764). El rei va adquirir unes vil·les d'aristòcrates que tenien al voltant de la parcel·la. El palau s'acabà l'any 1742.
El palau està rodejat per un magnífic parc d'estil anglès. A poc a poc va caure en desús en favor del de Caserta i del de Capodimonte com a lloc d'estiveig dels sobirans.
El 1872 s'hi va instal·lar l'Escola Superior d'Agricultura. Des de 2011 és el Departament Agrícola de la Universitat de Nàpols. Una part s'ha transformat en museu de les ciències agrícoles. L'antiga Caça Reial, darrere el jardí, va esdevenir un jardí botànic.